# Virgin VR-01
El Virgin VR-01 fue el monoplaza con el cual compitió en la temporada 2010 de Fórmula 1 el equipo Virgin Racing. Fue pilotado por Timo Glock y Lucas di Grassi.

## Historia

### Presentación
El VR-01 se presentó el 3 de febrero de 2010, en las instalaciones del equipo en Silverstone. La presentación iba a ser online, pero por fallos técnicos se tuvo que suspender y se subió un vídeo a la web oficial de Virgin Racing.

### Temporada
Ambos pilotos abandonaron en el debut del equipo. Lucas di Grassi pudo acabar la primera carrera de Virgin en Sepang. No lograron acabar un GP los dos pilotos hasta Montmeló.
El equipo Virgin Racing reportó que el depósito de gasolina instalado inicialmente en el VR-01, podría no ser suficientemente grande como para acabar algunas de las carreras. Es por ello que hicieron un chasis modificado, con permiso de la FIA, para albergar un depósito mayor y que se introdujo a partir del Gran Premio de España, aunque sólo en el monoplaza de Glock. La mejora no llegó al monoplaza de di Grassi hasta Turquía.

## Resultados
(Clave) (negrita indica pole position) (cursiva indica vuelta rápida)

| Año     | Motor              | Neu. | N.º | Pilotos         | 1   | 2   | 3   | 4   | 5   | 6   | 7   | 8   | 9   | 10  | 11  | 12  | 13  | 14  | 15  | 16  | 17  | 18  | 19  | Puntos | Pos. |
| ------- | ------------------ | ---- | --- | --------------- | --- | --- | --- | --- | --- | --- | --- | --- | --- | --- | --- | --- | --- | --- | --- | --- | --- | --- | --- | ------ | ---- |
| 2010    | Cosworth CA2010 V8 | B    |     |                 | BHR | AUS | MYS | CHN | ESP | MON | TUR | CAN | EUR | GBR | GER | HUN | BEL | ITA | SIN | JPN | RCO | BRA | ABU | 0      | 12.º |
| 2010    | Cosworth CA2010 V8 | B    | 24  | Timo Glock      | Ret | Ret | Ret | DNS | 18  | Ret | 18  | Ret | 19  | 18  | 18  | 16  | 18  | 17  | Ret | 14  | Ret | 20  | Ret | 0      | 12.º |
| 2010    | Cosworth CA2010 V8 | B    | 25  | Lucas di Grassi | Ret | Ret | 14  | Ret | 19  | Ret | 19  | 19  | 17  | Ret | Ret | 18  | 17  | 20  | 15  | DNS | Ret | Ret | 18  | 0      | 12.º |
| Fuente: |                    |      |     |                 |     |     |     |     |     |     |     |     |     |     |     |     |     |     |     |     |     |     |     |        |      |